# Rio San Juan (Guatemala)
Rio San Juan é um rio centro-americano da Guatemala.